# 소셜 아웃캐스트

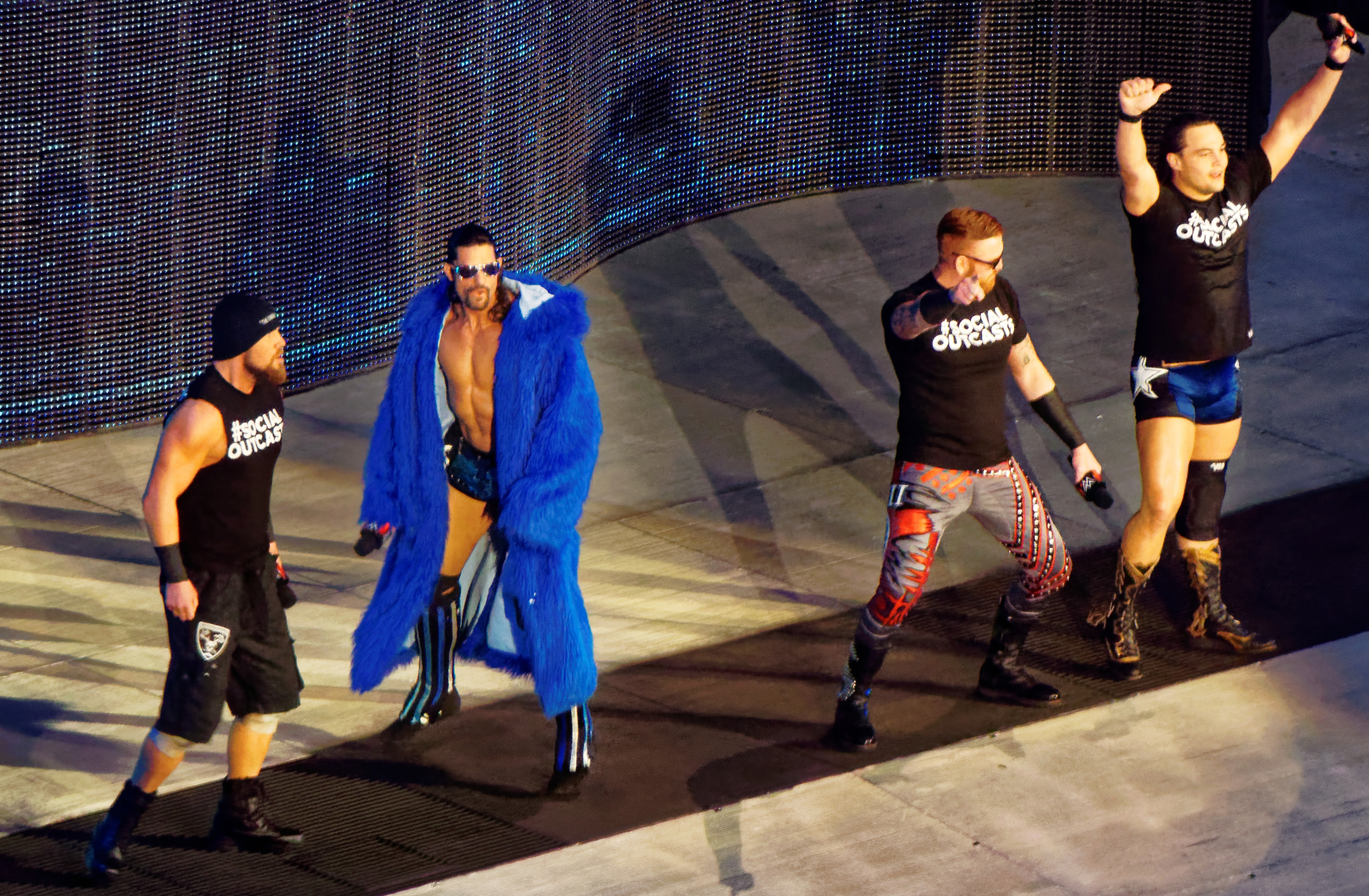

소셜 아웃캐스트(영어: The Social Outcasts)는 WWE내의 악역 스테이블이다. 2016년 1월 4일에 결성했다. 3월 26일 WWE 매인이벤트에서 케인&빅 쇼와 경기를 했지만 케인&빅 쇼의 초크슬램을 당하고 지고말았다. 현재 애덤 로즈는 가정폭력 혐의로 인해 WWE에서 방출 당하고 소셜 아웃캐스트 멤버는 3명으로 전환한다. 결국은 2016년 7월 4일 WWE 러에서 엔조 아모레 & 빅 캐스와 경기를 했지만 너무 약하다고 지게되면서 결국 2016년 7월 19일 해체되었다. 하지만 그 선수들은 여전히 활동하고있다. 보 댈러스, 커티스 액슬은 WWE 메인이벤트에서 더 미즈의 부하로 활동하다가 미즈와 결별한 후 태그팀으로 활동 중이다 해체되었고, 히스 슬레이터 역시 라이노와 태그팀을 하다가 해체된다.

## 레슬링
- 레슬링 기술

- 히스 슬레이터

- 스매쉬 히트(스피닝 리프팅 DDT)

- 애덤 로즈

- 파티 파울 스냅메어 드라이버

- 커티스 액슬

- 액스홀 (행맨즈 페이스버스터)

- 보 댈러스

- 보 독(스프링보드 불독)

## 탈퇴
- 애덤 로즈